# Canadian Open 1990
Die Canada Open 1990 im Badminton fanden vom 30. Oktober bis zum 4. November 1990 in Montreal statt.

## Sieger und Platzierte
| Disziplin    | Gold                          | Silber                      | Bronze                            |
| ------------ | ----------------------------- | --------------------------- | --------------------------------- |
| Herreneinzel | Fung Permadi                  | Bambang Suprianto           | Andrei Antropow                   |
| Herreneinzel | Fung Permadi                  | Bambang Suprianto           | Steve Butler                      |
| Dameneinzel  | Vlada Chernyavskaya           | Doris Piché                 | Si-an Deng                        |
| Dameneinzel  | Vlada Chernyavskaya           | Doris Piché                 | Charlotte Hattens                 |
| Herrendoppel | Ong Ewe Chye Rahman Sidek     | Mike Bitten Bryan Blanshard | Ger Shin-ming Yang Shih-jeng      |
| Herrendoppel | Ong Ewe Chye Rahman Sidek     | Mike Bitten Bryan Blanshard | Andrei Antropow Nikolai Sujew     |
| Damendoppel  | Denyse Julien Doris Piché     | Si-an Deng Claire Sharpe    | Rhonda Cator Diana Koleva         |
| Damendoppel  | Denyse Julien Doris Piché     | Si-an Deng Claire Sharpe    | Elena Rybkina Vlada Chernyavskaya |
| Mixed        | Bryan Blanshard Denyse Julien | Mike Butler Claire Sharpe   | Anil Kaul Si-an Deng              |
| Mixed        | Bryan Blanshard Denyse Julien | Mike Butler Claire Sharpe   | Ken Poole Heather Poole           |